# Crataegus songarica
Crataegus songarica är en rosväxtart som beskrevs av C. Koch. Crataegus songarica ingår i Hagtornssläktet som ingår i familjen rosväxter. Inga underarter finns listade i Catalogue of Life.